# Cecilia Skagerstam Grubbström
Cecilia Anna Skagerstam Grubbström (ur. 2 września 1986 w Partille), szwedzka piłkarka ręczna, reprezentantka kraju, bramkarka. Od sezonu 2012/13 występuje w duńskiej lidze, w drużynie Viborg HK.
Wicemistrzyni Europy z 2010 r.

## Sukcesy

### reprezentacyjne
- Mistrzostwa Europy:
  -  2010

### klubowe
- Mistrzostwa Szwecji
  -  2007, 2009, 2010, 2011, 2012